# Eddy County (New Mexico)
Eddy County ist ein County im US-Bundesstaat New Mexico. Hier leben 53.829 Menschen. Der Verwaltungssitz (County Seat) ist Carlsbad.

## Geographie
Das County liegt im Südosten von New Mexico, grenzt im Süden an Texas und hat eine Fläche von 10.872 Quadratkilometern; davon sind 40 Quadratkilometer (0,37 Prozent) Wasserflächen. Das County grenzt im Uhrzeigersinn an die Countys: Otero County, Chaves County, Lea County und in Texas an: Loving County,  Reeves County und Culberson County.

## Geschichte
Ein Ort hat den Status einer National Historic Landmark, der Carlsbad Irrigation District. 33 Bauwerke und Stätten des Countys sind insgesamt im National Register of Historic Places eingetragen (Stand 17. Februar 2018).

## Demografische Daten

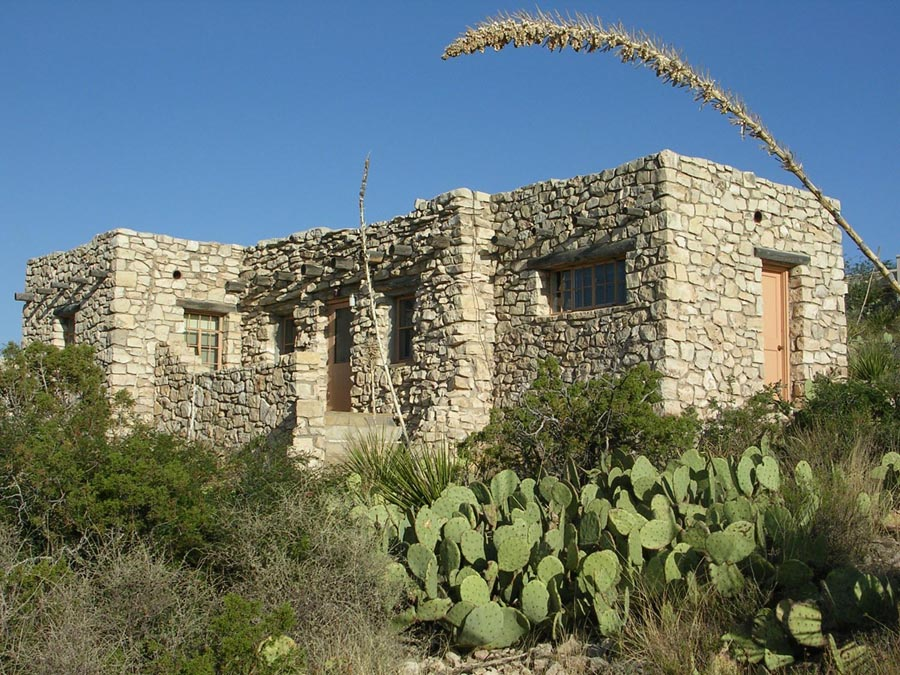
Die Carlsbad Caverns, gelistet im NRHP Nr. 88001173

Nach der Volkszählung im Jahr 2000 lebten im County 51.658 Menschen. Es gab 19.379 Haushalte und 14.069 Familien. Die Bevölkerungsdichte betrug 5 Einwohner pro Quadratkilometer. Ethnisch betrachtet setzte sich die Bevölkerung zusammen aus 76,34 % Weißen, 1,56 % Afroamerikanern, 1,25 % amerikanischen Ureinwohnern, 0,45 % Asiaten, 0,09 % Bewohnern aus dem pazifischen Inselraum und 17,67 % aus anderen ethnischen Gruppen; 2,64 % stammten von zwei oder mehr ethnischen Gruppen ab. 38,76 % der Bevölkerung waren spanischer oder lateinamerikanischer Abstammung.
Von den 19.379 Haushalten hatten 35,60 % Kinder und Jugendliche unter 18 Jahre, die bei ihnen lebten. 56,10 % waren verheiratete, zusammenlebende Paare, 11,90 % waren allein erziehende Mütter. 27,40 % waren keine Familien. 24,20 % waren Singlehaushalte und in 10,70 % lebten Menschen im Alter von 65 Jahren oder darüber. Die Durchschnittshaushaltsgröße betrug 2,63 und die durchschnittliche Familiengröße lag bei 3,12 Personen.
Auf das gesamte County bezogen setzte sich die Bevölkerung zusammen aus 28,90 % Einwohnern unter 18 Jahren, 8,40 % zwischen 18 und 24 Jahren, 25,70 % zwischen 25 und 44 Jahren, 22,40 % zwischen 45 und 64 Jahren und 14,70 % waren 65 Jahre alt oder darüber. Das Durchschnittsalter betrug 36 Jahre. Auf 100 weibliche Personen kamen 95,90 männliche Personen, auf 100 Frauen im Alter ab 18 Jahren kamen statistisch 92,70 Männer.
Das jährliche Durchschnittseinkommen eines Haushalts betrug 31.998 USD, das Durchschnittseinkommen der Familien betrug 36.789 USD. Männer hatten ein Durchschnittseinkommen von 31.909 USD, Frauen 19.686 USD. Das Prokopfeinkommen betrug 15.823 USD. 17,20 % der Bevölkerung und 13,60 % der Familien lebten unterhalb der Armutsgrenze. 21,50 % davon waren unter 18 Jahre und 13,40 % waren 65 Jahre oder älter.

## Orte im Eddy County
Im Eddy County liegen vier Gemeinden, davon zwei Cities und zwei Villages. Zu Statistikzwecken führt das U.S. Census Bureau acht Census-designated places, die dem County unterstellt sind und keine Selbstverwaltung besitzen. Diese sind wie die Unincorporated Communities gemeindefreies Gebiet.
| Cities - Artesia - Carlsbad | Villages - Hope - Loving |

Census-designated places (CDP)
| - Atoka - Happy Valley - La Huerta - Livingston Wheeler | - Loco Hills - Malaga - Whites City - Morningside |

andere Unincorporated Communities
| - Lakewood - Queen - Riverside |